# Taseopteryx ochrizona
Taseopteryx ochrizona là một loài bướm đêm trong họ Noctuidae.